# Bosco di Sperlinga, Alto Salso
Bosco di Sperlinga, Alto Salso este o arie protejată (arie specială de conservare — SAC, sit de importanță comunitară — SCI) din Italia întinsă pe o suprafață de 1.781 ha, integral pe uscat.

## Localizare
Centrul sitului Bosco di Sperlinga, Alto Salso este situat la coordonatele 37°44′17″N 14°19′37″E / 37.738056°N 14.326944°E.

## Înființare
Situl Bosco di Sperlinga, Alto Salso a fost declarat sit de importanță comunitară în septembrie 1995 pentru a proteja 13 specii de animale. Situl a fost protejat și ca arie specială de conservare în decembrie 2015.

## Biodiversitate
Situată în ecoregiunea mediteraneană, aria protejată conține 11 habitate naturale: Pseudostepă cu ierburi și specii anuale de Thero-Brachypodietea, Râuri mediteraneene cu debit permanent cu specii de Paspalo-Agrostidion și galerii riverane de Salix și de Populus alba, Păduri de pin mediteraneene cu pini mezogeni endemici, Galerii de Salix alba și de Populus alba, Fânețe de joasă altitudine (Alopecurus pratensis, Sanguisorba officinalis), Galerii și tufărișuri riverane sudice (Nerio-Tamaricetea și Securinegion tinctoriae), Lacuri eutrofice naturale cu vegetație de tip Magnopotamion sau Hydrocharition, Pajiști umede mediteraneene cu ierburi înalte de Molinio-Holoschoenion, Păduri de Quercus suber, Păduri de stejar alb estice, Pante stâncoase calcaroase cu vegetație casmofită.
La baza desemnării sitului se află mai multe specii protejate de  păsări (13): Alectoris graeca whitakeri, fâsă-de-câmp (Anthus campestris), Aquila fasciata, ciuf-de-pădure (Asio otus), ciocârlie-cu-degete-scurte (Calandrella brachydactyla), caprimulg (Caprimulgus europaeus), Falco biarmicus, sfrâncioc cu cap roșu (Lanius senator), ciocârlie de bărăgan (Melanocorypha calandra), gaia roșie (Milvus milvus), grangur (Oriolus oriolus), ciuf-pitic (Otus scops), pupăză (Upupa epops)
Pe lângă speciile protejate, pe teritoriul sitului au mai fost identificate 12 specii de plante, 3 specii de amfibieni, 2 specii de mamifere, 32 de specii de nevertebrate, 8 specii de reptile.